# Peter Kosminsky
Peter Kosminsky (21 de abril de 1956, Londres) es un escritor, director y productor británico. Ha dirigido películas de Hollywood como White Oleander y películas para televisión como Warriors, The Government Inspector, La Promesa, Wolf Hall y The State.

## Biografía
Kosminsky nació en Londres en 1956 de padres judíos. Fue educado en The Haberdashers' Aske's Boys' School y en la Universidad de Oxford, donde estudió química con el Dr. John Danby del Worcester College, Oxford y fue elegido presidente del JCR. Pasó gran parte de su tiempo en la universidad involucrado en teatro estudiantil, donde fue tesorero de la Oxford University Dramatic Society (OUDS). Produjo Noche de reyes para la OUDS, que realizó una gira por el norte de Francia y fue protagonizada por un joven Hugh Grant.
Al graduarse en 1980, se unió al personal de la BBC en Londres como aprendiz general, junto a Kevin Lygo (ahora jefe de estudios de ITV), Dominic Cameron (ex director general de ITV.com) y Peter Salmon (excontrolador de BBC1).
Al terminar su formación en 1982, Kosminsky se convirtió en editor de guiones en el Departamento de Obras de la BBC, pero fue despedido a los tres meses de comenzar a trabajar. Con la ayuda del controlador de BBC2 Brian Wenham, con quien había trabajado como aprendiz, se mudó con un contrato a corto plazo al Departamento de Actualidad de la BBC en Lime Grove para trabajar en programas como Nationwide y Newsnight, antes de comenzar su carrera como director de documentales en 1985 bajo la dirección de John Fairley y John Willis en Yorkshire Television. Los programas de YTV incluyeron The Falklands War: The Untold Story, un documental de dos horas realizado con Michael Bilton para conmemorar el quinto aniversario de la invasión argentina de las islas. En 1990, Kosminsky comenzó a trabajar como director de teatro, dirigiendo el drama de cuatro horas de ITV Shoot To Kill, escrito por Mick Eaton y protagonizado por Jack Shepherd, para Yorkshire Television. Se transmitió en el Reino Unido en dos películas de dos horas los días 3 y 4 de junio de 1990 (RTS Mejor Drama Sencillo - 1990). El programa fue prohibido en Irlanda del Norte.
En 1995, Kosminsky fue despedido de YTV por el director gerente entrante Bruce Gyngell y creó su propia compañía, Stonehenge Films Ltd, como vehículo para sus dramas televisivos. Su primer drama independiente como productor y director fue No Child of Mine, escrito por Guy Hibbert y protagonizado por Brooke Kinsella para Meridian Broadcasting / ITV. El programa, transmitido en el Reino Unido el 25 de febrero de 1997, era una descripción basada en hechos reales del abuso sexual en el hogar y en centros de acogida y provocó una controversia considerable. La serie de premios que recibió incluyó el Premio BAFTA al Best Single Drama - 1997 y el FIPA D'Or en Biarritz. En 1999, Kosminsky se asoció con la escritora Leigh Jackson y el productor Nigel Stafford-Clark para hacer Warriors (1999), un drama de dos partes para BBC Television que contaba la desgarradora historia del primer despliegue británico de mantenimiento de la paz en Bosnia central en 1992. -3. Protagonizada por los entonces desconocidos actores Ioan Gruffudd, Matthew Macfadyen y Damian Lewis, las películas se proyectaron en BBC1 con gran éxito. BAFTA Mejor Serie Dramática – 1999, Royal Television Society Best Single Drama – 1999 y Premio Italia a la Mejor Serie de Ficción – 1999. Se transmitió en el Reino Unido durante dos noches en BBC1 en noviembre de 1999.
La colaboración de Kosminsky con Leigh Jackson continuó con The Project (2002), un drama de dos partes para BBC1, sobre el Nuevo Laborismo. La primera película, "Oposición", trata sobre el intento del Partido Laborista de reformarse en el Nuevo Laborismo, visto a través de los ojos de un grupo de estudiantes que lo apoyan. La segunda película, "Gobierno", muestra lo que les sucede a los mismos personajes cuando los laboristas llegan al poder en 1997. Las películas, que revelaron por primera vez algunas de las tácticas utilizadas por los laboristas para poner fin a 18 años de gobierno conservador, fueron inmensamente controvertidas. Leigh Jackson enfermó de cáncer durante la realización de los programas, pero sobrevivió para verlos transmitidos en noviembre de 2002.
En julio de 2003, Kosminsky comenzó su colaboración con Channel 4 y Daybreak Pictures de David Aukin. Aukin animó a Kosminsky a escribir las películas que dirigió y hasta ahora han resultado tres programas. El inspector gubernamental (2005), protagonizada por Mark Rylance, contó la historia de la muerte del experto en armas biológicas, el Dr. David Kelly, y la búsqueda de armas de destrucción masiva en Irak. Se transmitió en el Reino Unido por el Canal 4 el 17 de marzo de 2005 y ganó una serie de premios, incluidos los BAFTA al Best Single Drama, Mejor Actor (Mark Rylance) y Mejor Escritor (Kosminsky). Luego vino Britz (2007), protagonizada por Riz Ahmed y Manjinder Virk. A raíz de los atentados del 7 de julio de 2005 en Londres, las dos películas de 100 minutos examinaron lo que significaba ser musulmán de segunda generación que vive hoy en Gran Bretaña. Transmitidas por Channel 4 como parte de las celebraciones del 25 aniversario los días 30 y 31 de octubre de 2007, las películas ganaron el premio a la Mejor Serie Dramática de 2007 en los BAFTA y en la Royal Television Society.
La última colaboración entre Kosminsky y David Aukin para Channel 4 es The Promise (2011), una serie de 4 x 100 minutos escrita y dirigida por Kosminsky que se transmitió durante cuatro domingos en febrero de 2011. Está protagonizada por Claire Foy y Christian Cooke y está rodada íntegramente en exteriores de Oriente Medio. Tras ocho años de preparación, cuenta la historia de los soldados británicos estacionados en Palestina durante el período del Mandato británico de Palestina (1945-1948) y el impacto de esos acontecimientos en la situación actual en Israel/Palestina. El programa fue nominado al BAFTA a la Mejor Serie Dramática de 2010/11 en abril de 2011 y nominado a la Mejor Serie Dramática de 2011 por la Royal Television Society en febrero de 2012. La Promesa fue doblada y transmitida por Canal+ en Francia en cuatro partes como Le Serment, a partir del 21 de marzo de 2011.
Kosminsky ha dirigido dos largometrajes, Cumbres borrascosas, con Ralph Fiennes y Juliette Binoche para Paramount Pictures y White Oleander (2002), con Michelle Pfeiffer, Renée Zellweger, Robin Wright Penn y Alison Lohman, para Warner Bros. Ha sido miembro del Consejo Político de la Libertad, activista por los derechos humanos, exmiembro del Consejo de BAFTA, miembro de la Royal Television Society, miembro fundador de la junta directiva de Directors UK, (el organismo (que representa a directores de cine y televisión en activo en el Reino Unido) y ganador del premio BAFTA Alan Clarke por su destacada contribución creativa a la televisión.
Kosminsky dirigió Wolf Hall (TV, 2015) para la BBC. Basada en las novelas ganadoras del Premio Booker En la corte del lobo y Una reina en el estrado de Hilary Mantel, la serie de seis partes fue escrita por Peter Straughan y está protagonizada por Mark Rylance como Cromwell, Damian Lewis como Enrique VIII y Claire Foy como Ana Bolena. La serie se transmitió en BBC Two en enero y febrero de 2015. y en Masterpiece (serie de televisión) en los Estados Unidos más tarde ese mismo año. Recibió ocho nominaciones al Emmy y diez nominaciones a programas BAFTA y artesanías, ganó el premio a la Mejor Serie Limitada de Televisión o Película Hecha para Televisión en los Globos de Oro ; un Premio Peabody y Bafta al Mejor Drama y Mejor Actor (Mark Rylance), junto con Mejor Montaje de Ficción (David Blackmore) y Mejor Sonido de Ficción (Simon Clark y equipo) en los Bafta Craft Awards.
En 2009, Kosminsky recibió un doctorado honoris causa en Artes de la Universidad de Bournemouth y Melvyn Bragg lo describió en The South Bank Show. En septiembre de 2011 recibió una beca honoraria del University College de Falmouth. En enero de 2012, Kosminsky fue elegido por los miembros del BFI para la Junta de Gobernadores del British Film Institute. Su mandato duró cuatro años. En junio de 2016, su antigua universidad, Worcester College, Oxford, le concedió una beca honoraria.
En diciembre de 2011, el Instituto Británico de Cine organizó una temporada para celebrar los 30 años de Kosminsky en el cine y la televisión. El programa incluyó varios ejemplos de los primeros trabajos documentales de Kosminsky, así como dramas más recientes. El 13 de diciembre, Francine Stock entrevistó a Kosminsky sobre su carrera hasta el momento frente al público del National Film Theatre. Al escribir sobre la temporada en el Daily Telegraph, Jasper Rees escribió: "Peter Kosminsky se ha ganado ese raro galardón para un director de drama televisivo: una retrospectiva en el BFI". Al describirlo como "el director de televisión más controvertido de Gran Bretaña" y "una figura prácticamente única en la televisión contemporánea que ha dedicado su carrera a provocar noches de insomnio a los poderosos", Rees cita a Kosminsky diciendo: "Me pondría nervioso si fuera un club nocturno". Sería muy dudoso si estuviera allí abrazando y besando a todos los grandes y buenos. Significaría que lo que estaba haciendo era un juego. No es un juego. He dedicado mi vida a ello. He pasado mes tras mes sentado en una pequeña habitación tratando de lograrlo. No espero ser amado ni admirado ni una palmada en la espalda ni convertirme en una tierna figura disidente que de alguna manera ha sido castrada al ser absorbida por el cuerpo político. Quiero estar afuera gritando, a veces bastante estridentemente, sobre cosas que me deprimen y me molestan. Esa fue mi educación, esa fue mi formación y eso es lo que haré hasta el cansancio".
El 8 de mayo de 2016, después de que Wolf Hall ganara el premio a la Mejor Serie Dramática en los Premios de Televisión de la Academia Británica de 2016, Kosminsky, quien dirigió el programa, pronunció un discurso sobre la defensa de la BBC y el Canal 4 de la interferencia del gobierno. Esto le valió una gran ovación.

## Filmografía

### Dirección
- The Falklands War: the Untold Story (TV, 1987)
- Afghantsi (TV, 1988)
- One Day in the Life of Television (TV, 1989)
- Shoot to Kill (TV, 1990)
- Emily Brontë's Wuthering Heights (1992)
- 15: The Life and Death of Philip Knight (TV, 1993)
- The Dying of the Light (TV, 1994)
- No Child of Mine (TV, 1997)
- Walking on the Moon (TV, 1999)
- Warriors (TV, 1999)
- Innocents (TV, 2000)
- The Project (TV, 2002)
- White Oleander (2002)
- The Government Inspector (TV, 2005)
- Britz (TV, 2007)
- The Promise (TV, 2011)
- Wolf Hall (TV, 2015)
- The State (TV, 2017)
- The Undeclared War (TV, 2022)

### Producción
- The Falklands War: the untold story (1987), TV – Joint credit
- Afghantsi (1988), TV
- One Day in the Life of Television (TV, 1989)
- 15: The Life and Death of Philip Knight (1993), TV
- The Dying of the Light (1994), TV
- No Child of Mine (1997), TV
- Walking on the Moon (1999), TV
- Innocents (2000), TV
- Honour (2020), TV

## Premios
- The Falklands War: The Untold Story (1987), TV
  - Prix Italia – Special Jury Commendation – 1987
  - International Emmy – Finalist, Documentary category – 1987
  - Banff World Television Festival – Best documentary – 1987
  - BFI – Award for Archival Achievement – 1987
  - UK Broadcasting Press Guild – Best Single Documentary – 1987
  - Rheims Festival, France – Special Jury Prize – 1987
  - World TV Festival, Tokyo – Tokyo Prize for Best Documentary – 1988
  - Montreal – Selection for inclusion in "Documentaries of The Decade" Festival – 1989
- Cambodia: Children of the Killing Fields (1989), TV
  - New York Film and TV Festival – Finalist – 1988
  - Paters, Australia – Best National or International Current Affairs Programme – 1988
  - One World Broadcasting Trust – Best Documentary – 1988
- Afghantsi (1988), TV
  - Royal Television Society – Best International Current Affairs Programme – 1988
  - Monte-Carlo Television Festival – Nymphe d'Or for Best Factual Programme and Critics' Prize – 1988
  - Prix Europa, Berlin (formerly Prix Futura) – Best Documentary – 1988
  - Royal Television Society – Best Documentary – 1988
  - Prix Italia – ITV entry for Best Documentary – 1989
  - Festival di Popoli, Florence – Best Ethnographic Documentary – 1988/89
  - New York Film and TV Festival – Finalist – 1989
- Shoot To Kill (1990), TV
  - BAFTA – Nominación, Best Single Drama – 1990
  - Royal Television Society – Best Single Drama – 1990
  - UK Broadcasting Press Guild – Best Single Drama – 1990
  - Rheims Festival, France – Prix de la Meilleure Fiction – 1990
- 15: The Life and Death of Philip Knight (1993), TV
  - Royal Television Society – ITV Nominación, Best Single Drama – 1993
  - San Francisco International Film Festival – Certificate of Merit, Feature – 1994 Golden Gate Awards
  - Howard League for Penal Reform – Media Prize – 1993
  - Prix Europa, Berlin – The Special Prize – 1994
  - Golden Chest Awards, Bulgaria – Best Film – 1994
  - New York Film & Television Festival – Silver Medal – 1994
- The Dying of the Light (1994), TV
  - BAFTA – Nominación, Best Single Drama – 1994
  - Banff World Television Festival – Nominación, Best Film – 1994
- No Child of Mine (1997), TV
  - BAFTA – Best Single Drama – 1997
  - Munich Film Festival – In Competition – 1997
  - Toronto International Film Festival – Official Selection – 1997
  - AFI, Los Angeles – Grand Jury, Special Commendation – 1997
  - Golden Chest Awards, Bulgaria – Brooke Kinsella, Best Child Actress – 1997
  - Mental Health Media Awards – Overall Winner – 1997
  - RTS – Best Sound – 1997
  - FIPA, Biarritz – Winner – 1997
  - Chicago International Television Festival – Certificate of Merit – 1997
  - Tromsco Film Festival, Norway – Official selection – 1998
  - Singapore Film Festival – In Competition – 1998
  - Cinéma Tous Ecrans, Geneva – Grand Prix – 1998
  - 50th International Human Rights Festival, Belgium – Selected – 1998
- Warriors (1999), TV
  - BAFTA – Best Drama Serial – 1999
  - Royal Television Society – Best Single Film, Best Score, Best Costume, Best Sound, nominaciones para Best Actor, Best Writer, Best Team – 1999
  - Prix Italia – Best Fiction Serial – 1999
  - UK Broadcasting Press Guild – Best Single Film – 1999
  - South Bank Show Awards – Best Television Drama – 1999
  - FIPA, Biarritz – FIPA D'OR – 2000
  - Monte-Carlo Television Festival – Nymphe d'Or, Best Mini Series – 1999.
  - Amsterdam – Nombre d'Or, Best Drama – 1999
  - International Emmy, New York – Nominación, Best Drama – 1999
  - Birmingham Film & TV Festival – Samuelson Television Award, Best TV Drama – 1999
- White Oleander (2002)
  - Screen Actors Guild Award – Nominación, Best Supporting Actress, Michelle Pfeiffer – 2003
  - Golden Satellite Awards – Nominación, Best Supporting Actress, Renée Zellweger – 2003
  - Kansas City Film Critics Circle – Best Supporting Actress, Michelle Pfeiffer – 2003
  - San Diego Film Critics Society – Best Supporting Actress, Michelle Pfeiffer – 2003
  - Young Artist Awards – Best Supporting Young Actor, Marc Donato – 2003
- The Government Inspector (2005), TV
  - BAFTA – Best Single Drama, Best Actor (Mark Rylance), Best Writer (PK), Nominación for Best Original Score (Jocelyn Pook) – 2005
  - Royal Television Society – Best Single Drama – 2005
  - UK Broadcasting Press Guild – Nominación, Best Single Drama – 2005
- Britz (2007), TV
  - BAFTA – Best Drama Serial – 2007
  - Royal Television Society – Best Drama Serial – 2007
  - UK Broadcasting Press Guild – Nominación, Best Single Drama − 2007
  - Banff World Television Festival – Nominación, Best Mini-Series – 2007
  - International Emmy – Nominación, Best TV Movie/Mini-Series – 2007
  - Broadcast Magazine Awards – Nominación, Best Drama Series or Serial – 2007
- The Promise (2011), TV
  - One World Media – Winner, Best Drama – 2010/11[45]
  - BAFTA – Nominación, Best Drama Serial – 2010/11[46]
  - Royal Television Society – Nominación, Best Drama Serial – 2011[47]
  - Banff World Television Festival – Nominación, Best Mini-Series – 2011[48]
- Wolf Hall (TV, 2015)
  - BAFTA - Best Drama - 2015; Best Actor (Mark Rylance) - 2015;[49] Best Fiction Editing (David Blackmore) - 2015; Best Fiction Sound (Simon Clark and team) - 2015[50]
  - Golden Globes - Best Television Limited Series o Motion Picture Made for Television award 2015[51]
  - Peabody Award - 2016
  - UK Broadcasting Press Guild – Best Drama Series – 2015; Best Actor (Mark Rylance) - 2015[52]
  - Primetime Emmys - Ocho nominaciones - 2015 incluyendo Outstanding Limited Series - 2015; Outstanding Lead Actor In A Limited Series Or A Movie (Mark Rylance) - 2015; Outstanding Supporting Actor in a Limited Series or Movie (Damian Lewis) - 2015; Outstanding Directing For A Limited Series, Movie Or A Dramatic Special (Peter Kosminsky) - 2015; Outstanding Writing for a Limited Series, Movie, or Dramatic Special (Peter Straughan) - 2015 and Outstanding Casting For A Limited Series, Movie Or A Special (Nina Gold) - 2015[53]
- The State (TV, 2017)
  - Royal Television Society – Nominación, Best Mini-Series[54]
  - UK Broadcasting Press Guild – Nominación, Best TV Drama Series[55]
  - BAFTA – Nominación, Best Mini-Series[56]

## Premios especiales
- Royal Television Society - Beca - 2006
- BAFTA – Premio Alan Clarke por su destacada contribución creativa a la televisión – 1999[57]
- FIPA, Biarritz – EuroFipa de Honor – 2005
- BFI – Premio especial por logros televisivos – 1988/89

### Artículos
- The Promise: The Missing Memorial, The Daily Telegraph
- The Promise: Britain's humiliation in Palestine, The Observer
- The Promise: A Film-maker's Eye, The Guardian
- Britz: Split Screen, The Telegraph
- The Government Inspector: The Answer Is No, The Guardian
- Making Mischief: Making Mischief, The Independent

### Entrevistas retrospectivas
- Peter Kosminsky masterclass, DocHouse, Riverside Studios, 21 de septiembre de 2007
- Portrait of the artist: Peter Kosminsky, film-maker, The Guardian, 10 de junio de 2008
- Interview with Peter Kosminsky (video), Séries Mania, Forum des Images, 12 de abril de 2011
- Q&A: Director Peter Kosminsky part 1, The Arts Desk website, 3 de diciembre de 2011
- Q&A: Director Peter Kosminsky part 2, The Arts Desk website, 10 de diciembre de 2011
- Peter Kosminsky on his groundbreaking TV dramas, Daily Telegraph, 25 de noviembre de 2011
- Interview by Francine Stock during BFI Season – December 2011, BFI Website, 9 de enero de 2012
- Guru Big Questions, BAFTA, enero de 2012

- Datos: Q7175267